# Robert Obaz
Robert Marcin Obaz (ur. 8 marca 1973 w Jeleniej Górze) – polski polityk, przedsiębiorca i działacz społeczny, poseł na Sejm IX kadencji.

## Życiorys
W 2003 uzyskał tytuł zawodowy inżyniera w zakresie inżynierii komputerowej w Karkonoskiej Państwowej Szkole Wyższej w Jeleniej Górze. W 2007 został magistrem telekomunikacji na Uniwersytecie Technologiczno-Przyrodniczym w Bydgoszczy. Ukończył też Szkołę Liderów Polsko-Amerykańskiej Fundacji Wolności. Zajął się prowadzeniem własnej działalności gospodarczej.
W 2010 założył i został prezesem Stowarzyszenia Goduszyn, lokalnej organizacji sąsiedzkiej działającej na rzecz integracji mieszkańców dzielnicy Goduszyn w Jeleniej Górze. Stowarzyszenie zostało wyróżnione w konkursie Super Samorząd 2012 organizowanym przez Fundację im. Stefana Batorego. Był finalistą plebiscytów „Nowin Jeleniogórskich” („Człowiek Roku”) i „Gazety Wrocławskiej” („Osobowość Roku”). Zasiadał w Radzie Działalności Pożytku Publicznego Miasta Jelenia Góra.
Działał w Sojuszu Lewicy Demokratycznej, był sekretarzem organizacji powiatowej partii. W 2014 uzyskał mandat radnego Jeleniej Góry, który wykonywał do 2018. Pełnił funkcję przewodniczącego klubu radnych SLD.
W 2019 dołączył do ugrupowania Wiosna, został jej koordynatorem okręgowym. W wyborach parlamentarnych w tym samym roku kandydował do Sejmu z listy Sojuszu Lewicy Demokratycznej (w ramach porozumienia Lewica) w okręgu legnickim. Uzyskał mandat posła na Sejm IX kadencji, otrzymując 4205 głosów (najniższą w tych wyborach liczbę głosów wystarczającą do zdobycia mandatu). W Sejmie został członkiem Komisji do Spraw Petycji oraz Komisji Polityki Senioralnej. W czerwcu 2021, po rozwiązaniu Wiosny, został członkiem Nowej Lewicy.
W wyborach w 2023 nie uzyskał poselskiej reelekcji.

## Wyniki w wyborach parlamentarnych
| Wybory | Komitet wyborczy | Komitet wyborczy             | Organ            | Okręg | Wynik        |
| ------ | ---------------- | ---------------------------- | ---------------- | ----- | ------------ |
| 2019   |                  | Sojusz Lewicy Demokratycznej | Sejm IX kadencji | nr 1  | 4205 (0,97%) |
| 2023   |                  | Nowa Lewica                  | Sejm X kadencji  | nr 1  | 4124 (0,82%) |